# Radioprotocol
Radioprotocol wordt gehanteerd over verschillende portofoon-kanalen, vooral bij de Nederlandse hulpdiensten is dit populair. Het Radioprotocol wordt in de volksmond ook weleens Portoprotocol genoemd.

## Toepassing
Verschillende termen die je hoort over de portofoon hebben een eigen betekenis, bijvoorbeeld:
1. over - de spreker eindigt zijn boodschap en verwacht antwoord van de andere kant
2. uit - de spreker eindigt zijn boodschap en verwacht géén antwoord van de andere kant, meestal geeft de meldkamer dit signaal
3. aan - hiermee vertelt de spreker wie hij wil spreken, meestal is dit de betreffende meldkamer, of de betreffende eenheid
4. genomen - hiermee maakt de spreker kenbaar dat de melding of het bericht goed is begrepen

## Vaste termen
In het radioprotocol zijn ook enkele vaste termen opgenomen, zoals:
1. HB - Hoofdbureau (Politie)
2. MKA (Het voormalige AC) - Alarmcentrale (Brandweer, Ambulance en overig)
3. GMK - Gemeenschappelijk meldkamer (Alle meldkamers samen)
4. OVD - Officier van Dienst (De betreffende leidinggevende op straat)
5. OVDP - Officier van Dienst politie (De betreffende leidinggevende op straat, werkzaam bij de politie)
6. OVDB - Officier van Dienst brandweer (De betreffende leidinggevende op straat, werkzaam bij de brandweer)
7. OVDG - Officier van Dienst geneeskundig (De betreffende leidinggevende op straat, meestal werkzaam bij de ambulance)
8. MMT - Mobiel Medisch Team - Een speciaal getraind team, vaak werkzaam in een ziekenhuis in de buurt

## Woorden spellen
Om woorden te spellen gebruiken ze vaak een speciaal telefoon-alfabet genaamd het NAVO-spellingsalfabet, dit zijn woorden die in de meeste landen hetzelfde betekenen, waarbij er internationaal geen verwarring zal bestaan over het spellen van een woord (neem als voorbeeld een kenteken).